# Jean-Baptiste Descamps
Pour les articles homonymes, voir Descamps.
Jean-Baptiste Descamps, né le 28 août 1714 à Dunkerque et mort le 30 juin 1791 à Rouen, est un peintre et historien de l'art français.
Il est l'auteur de La Vie des Peintres Flamands, Allemands et Hollandois, un dictionnaire biographique qui a fait référence.

## Biographie
La famille de Descamps s’opposa assez longtemps à ce qu’il s’occupât de peinture, bien qu’il eût pour oncle maternel le paysagiste Louis de Cuyper, qui lui donna même des conseils. Son père l’envoya faire deux ans d’humanités chez les jésuites à Ypres. Il en profita pour prendre des leçons de dessin auprès d’un peintre. Refusant d’entrer dans la profession de son père, il s’enfuit pour Anvers pour poursuivre ses études. Ayant obtenu un prix de peinture à l’école d’Anvers, de retour à Dunkerque, il fréquenta l’école de cette ville, dirigée par le dessinateur et coloriste Bernard. Au bout de dix-huit mois, il produisit un tableau représentant la grande place de Dunkerque montrant un théâtre de charlatans entouré d’une foule de spectateurs ayant tous une action différente.
Montré en 1737 à Paris, il entra dans l’atelier de Nicolas de Largillierre, avec qui il travaillera sur les tableaux exécutés pour le sacre de Louis XV. Il y peignit une guinguette flamande avec, pour pendant, une fête de village qui le firent distinguer de Pierre Dulin, peintre du roi et professeur de l’Académie, qui l’associa aux tableaux relatifs au sacre de Louis XV dont il était chargé. Cette tâche finie, après avoir vécu à Paris et voyagé en Flandre, il se disposait, en 1780, d’après les sollicitations de Carle Van Loo, à aller rejoindre en Angleterre son frère Jean-Baptiste qui, avec de grandes commandes de la cour, désirait un artiste capable de bien traiter les mains, les draperies et les autres accessoires de ses tableaux et à l’y aider, lorsque sa vie prend un tour inattendu. Lors d’une halte à Rouen, où il avait des amis, l’érudit Le Cornier de Cideville, l’ami de Voltaire et amateur éclairé des arts, instruit de son arrivée, lui rendit visite et sut le convaincre de rester en Normandie.
Établi à Rouen, il y fonde, sur le modèle de la Royal Dublin Society et sur la base des idées des philosophes des Lumières, une école particulière de dessin qui propose des cours gratuits, qu’il obtint ensuite de rendre publique et dont il fut nommé directeur. Bientôt le nombre de ses élèves fut si considérable que le vaste local qu’il s’était procuré ne pouvait les contenir. L’Académie dont il était membre, secondé par quelques amis des arts, fondèrent par une délibération de l’hôtel de ville, des prix de 200 francs pour cette école. Beaucoup de bons artistes sont sortis de cette école, qui était très suivie, car Descamps écrivait en 1772 : « Trois cents et plus d’élèves qui me lutinent ne me permettent pas de m’absenter un moment. » Il a également rédigé au sujet de cette école, qui jouera un rôle primordial dans le développement des arts picturaux en Normandie, un mémoire qui sera couronné par l’Académie française. Son école servit de modèle aux autres écoles provinciales qui s'ouvrirent à Lyon, à Dijon, à Marseille ou à Orléans. L'école de Descamps fonctionne sur le modèle parisien. L'enseignement y est à peu près le même : dessin d'après les maitres puis les modèles vivants.
Il se marie le 20 septembre 1744 à Rouen avec Marie Anne de Mauny dont il avait eu deux enfants en 1741 et 1742.
Le style que Descamps, né en Flandre, affectionnait est celui des maitres flamands. Il aima et admira de bonne heure les œuvres de ses grands maitres, Rubens, Van Dyck, Teniers, Jordaëns, et, une fois fixé à Rouen, il résolut d’écrire leur histoire. Une part importante de son premier ouvrage sur la Vie des peintres flamands, allemands et hollandais, ornée de nombreux portraits d’artistes, paru entre 1753 et 1763 à Paris, chez Jombert, leur est consacrée. Il dessina un grand nombre de ces portraits et fut aidé dans cette tâche par Eisen, mais le principal attrait de ce livre réside dans les délicates gravures de ces portraits auxquelles Ficquet a prêté son burin. Rien de vivant, de personnel et de ressemblant comme ces fines têtes d’artistes. Le portrait de Van Dyck est considéré comme un petit chef-d’œuvre de gout.
Quant à la partie littéraire du livre, elle serait assez faible et les notices n’en seraient, à en croire Mariette, pas très exactes : « On s’attendait à trouver, dans les Vies des peintres des Pays-Bas, plus de recherches et plus de critique. Il s’est borné à traduire en français, tant bien que mal, ce que Van Mander, Houbraken et les autres auteurs flamands avaient écrit en leur langue, et, s’il y a fait quelques additions, elles ne regardent que les peintres avec lesquels il a vécu, et auxquels il prodigue des éloges peu mérités. Il faut d’ailleurs le lire avec précaution, car il a fait bien des fautes et même d’assez lourdes méprises. »
Dans son Voyage pittoresque de la Flandre et du Brabant, qu’il a aussi enrichi de quelques planches, publié en 1769, il dresse une nomenclature minutieuse des peintures, des sculptures et des objets d’art qu’il a observés au cours de ses pérégrinations ; il marque d’une étoile ceux qu’il pense le plus susceptibles d’intéresser ses lecteurs et ajoute à leur intention une carte dépliante et un horaire des voitures publiques. « L’Italie seule, écrit-il dans sa préface, peut l’emporter sur les richesses que l’on trouve dans les églises de la Flandre. » Le préfacier de la deuxième édition du Voyage, parue en 1838, déplore toutefois la disparition de nombreuses œuvres décrites par Descamps, emportées dans la tourmente de la Révolution et de l’invasion napoléonienne.
Descamps est agréé et reçu à l'Académie le 7 avril 1764. Il y présente la Cauchoise dans une cuisine, œuvre de genre empreinte de naturalisme, marquée par l'influence de Chardin et de Greuze.
Plusieurs tableaux de Jean-Baptiste Descamps sont conservés dans les musées des beaux-arts de Rouen et de Dunkerque. Diderot ne les a pas fort appréciés, trouvant qu’il peignait lourd et gris ; il lui conseille de garder ses toiles dans son cabinet et de les montrer, après diner, à ses amis, qui, le cure-dent en main, trouveront que ce n’est pas trop mal. Ailleurs, il rapporte le mot de Chardin, qui disait de la peinture de Descamps qu’elle était « de l’ouvrage de littérateur ».
Descamps fut encore chargé, quand Louis XV fit le voyage du Havre en 1753, d’en retracer les principaux épisodes : Arrivée du roi, Illumination de la Grand-Rue, Manœuvres en rade, Lancement de navires, grandes compositions qui ont été gravées par Le Bas. Après avoir obtenu pour son fils Marc-Antoine la survivance de la place qu’il allait laisser vacante, Descamps mourut estimé de ses élèves.

## Élèves
- Michel Duplessis
- Charles Eschard
- François Godefroy
- François Gonord
- Étienne de La Vallée-Poussin
- Jean-Baptiste Le Brument
- Charles Le Carpentier
- Noël Le Mire
- Jean-Jacques Le Veau
- Anicet Charles Gabriel Lemonnier
- Guillaume Guillon Lethière (1760-1832)
- Jean-Baptiste Deshays de Colleville
- Robert Strange
- Jean-Jacques Le Barbier
- Jean-Pierre Houël
- Jacques-Antoine-Marie Lemoine
- Jean-Jacques Lequeu
- Jacques-Henri Bernardin de Saint-Pierre

## Œuvres
Absorbé par ses diverses occupations, Descamps a peu produit. L'essentiel de son œuvre est conservé aux musées de Dunkerque et de Rouen. Un de ses fils, également peintre, Jean-Baptiste Henry (1742-1836) sera le premier conservateur du musée de Rouen.
- Paris, École nationale supérieure des beaux-arts : Paysanne cauchoise assise avec sa famille ;
- Rouen, musée des beaux-arts :
  - Autoportrait ;
  - La Pupille ;
  - Le Négociant ;
  - Portrait de l’artiste dans son atelier.

## Publications
- La Vie des peintres flamands, allemands et hollandois, avec des portraits gravés en taille-douce, une indication de leurs principaux ouvrages, & des réflexions sur leurs différentes manieres (1753-1763) (4 volumes) ; illust. Charles Eisen (tome 1, tome 2, tome 3, tome 4) ; réédition : Minkoff, Genève, 1972
- Sur l’utilité des établissements des écoles gratuites de dessin en faveur des métiers, Paris, Regnard, 1767.
- Voyage pittoresque de la Flandre et du Brabant, avec des réflexions relativement aux arts et quelques gravures (1769) (lire en ligne)